# 蘇りの血
『蘇りの血』（よみがえりのち）は、2009年の日本映画。小栗判官の説話をモチーフとしたファンタジー映画。PG12作品。

## キャスト
- 中村達也：オグリ
- 草刈麻有：テルテ姫
- 渋川清彦：大王
- 新井浩文：シュマ
- 板尾創路：門番
- マメ山田：和尚
- 市鏡赫
- 大嶋宏成
- 櫛野剛一
- 村上マサト
- 鈴木卓爾
- 松岡恵望子
- 松岡璃奈子